# Сиддик, Дия
Дия Сиддик (бенг. দিয়া সিদ্দিকি, англ. Diya Siddique; род. 19 февраля 2004, Нилпхамари, Раджшахи) — лучница из Бангладеш, выступающая в соревнованиях в стрельбе из олимпийского лука. Участница Олимпийских игр 2020 года.

## Биография
Дия Сиддик родилась 19 февраля 2004 года. Проживает в Нилпхамари.

## Карьера
Дия Сиддик начала заниматься стрельбой из лука в шестом классе женской школы Нилпхамари после того, как с этим видом спорта её познакомил учитель физической культуры Хайрул Ислам.
В сборной тренируется под руководством немецкого специалиста Мартина Фредрика.
В 2021 году Дия Сиддик приняла участие на европейских этапах Кубка мира по стрельбе из лука. В Лозанне она приняла участие в миксте с Руманом Шана и сразу же завоевала серебряную медаль. На пути к финалу они победили канадцев Стефани Барретт и Брайана Максвелла, а в матче за золотую медаль уступили нидерландским спортсмена Габриэле Схлуссер и Шефу ван ден Бергу. В личном турнире на том же этапе Сиддик сумела достичь лишь 1/32 финала. На следующем этапе в Париже бангладешцы в миксте выбыли уже на стадии 1/32 финала, а в индивидуальном первенстве Сиддик не сумела пройти дальше первого раунда.
По решению трёхсторонней комиссии Сиддик получила путёвку на Олимпийские игры в Токио. Таким образом, Бангладеш получила право выступить в соревновании смешанных пар, однако уже в первом раунде Сиддик и Шана попали на будущих чемпионов из Южной Кореи и уступили им со счётом 0:6. В индивидуальном турнире, будучи 36-й после рейтингового раунда с 635 очками, Дия Сиддик уже в первом раунде уступила белорусской лучнице Карине Дёминской в перестрелке при счёте 5:5.